# 国分 (制度)
国分（くにわけ）とは、日本の戦国時代後期に行われた大名間の領土協定。国定（くにさだめ）・国切（くにぎり）とも呼ばれる。

## 概要

### 戦国大名間の国分
戦国大名の争いの多くは「国郡境目相論」と呼ばれる領土間の国境を巡る争いに由来していた。このため、大名間で和議・同盟を締結する場合には、本主権・当知行権などに基づいた国分によって国・郡・領単位における互いの領国の範囲とその国境を定めて以後の「国郡境目相論」を抑制することが行われた。婚姻や養子などの縁組は十分条件にすぎなかったが、国分は必要条件であり、国境線の変更を伴った場合には所属先が変更された土地を領する家臣までもが相手方に譲渡される場合もあった。さらにその和議・同盟が破棄・終了された後も両者間の衝突が起こらない限りは国分は尊重されて一定の拘束力を保持していた。その一方で、国分の内容が当知行の実態と乖離している場合（追放された旧領主の復帰などを伴うケースなど）には国分の内容が完全に実施される保証はなかった。
戦国時代の後期、特に東国の有力大名（北条氏・里見氏・上杉氏・武田氏・今川氏・徳川氏・織田氏など）の間で相次いで同盟が締結され、その条件として国分による領土の相互尊重が行われた。国分の進展に伴って、各大名間の領国は次第に画定が進められていくようになる。

### 豊臣政権における国分
豊臣政権は大名による自力救済の否定と「国郡境目相論」における仲裁・裁定機能の独占を図って、自らの軍事力と関白が有する公権力（公儀）を背景として惣無事令を出すとともに、各地における紛争に積極的に関与していくようになった。豊臣政権は従来の国分を尊重しつつ、必要に応じて紛争地域の分割・安堵なども伴った新たな国分の執行を命じ、これに従わない大名は国家に対する反逆であるとして「征伐」の対象とした。豊臣政権によって行われた「征伐」とその後の「仕置」は豊臣政権による国分の強制執行であり、最終的には豊臣政権が定めた国分と石高制に基づく大名領知の画定と知行割が日本全国において実施されることによって、天下統一が実現することになる。